# Natufska kultura
Natufska kultura je pozno epileolitska arheološka kultura, ki je v Levantu obstajala od približno 12.000 do 9.500 pr. n. št.  ali 13.050 do 7.550 pr. n. št. . Kultura je bila nenavadna po tem, da je podpirala sedetarne, to je stalno naseljene ali na pol naseljene prebivalce še pred uvedbo kmetijstva. Natufske skupnosti so morda predniki graditeljev prvih neolitskih naselij v regiji, ki so bili morda najzgodnejši na svetu. Natufijci so ustanovili naselje, kjer je danes Jeriho, ki je zato morda najdlje stalno naseljeno naseljeno območje na Zemlji. Nekateri dokazi kažejo namerno gojenje žit, zlasti rži, z natufsko kulturo v Tell Abu Hureyra, kraju najzgodnejših dokazov o kmetijstvu na svetu. Najstarejši dokazi o izdelavi kruha na svetu so bili najdeni na Šubajka 1, 14.500 let starem naselju v jordanski puščavi v Jordaniji. Poleg tega so najstarejše znane dokaze o pivu, stari približno 13.000 pred sedanjostjo, našli v jami Raqefet na gori Karmel blizu Haife v Izraelu, v kateri so ga pol-nomadski Natufijci uporabljali za obredne pogostitve.
Na splošno pa so Natufijci izkoriščali divje žitarice. Lovljene živali vključujejo gazele. Po Christyju G. Turnerju II. obstajajo arheološki in fizični antropološki dokazi za razmerje med sodobnim semitsko govorečim prebivalstvom Levanta in Natufijci. Arheogenetika je razkrila izpeljavo poznejših (neolitskih do bronaste dobe) Levantčanov predvsem iz Natufijcev, poleg znatne primesi iz bakrenodobne Anatolije. 
Dorothy Garrod je izraz Natufski skovala na podlagi svojih izkopavanj v jami Šukba (Wadi an-Natuf), ki ležijo v zahodnem Judejskem gorovju.

## Najdišča
Natufska najdišča so:
- Sirija: Tell Abu Hurejra, Murejbet, Jabrud III, Tell Asvad, Tell Karamel
- Izrael: 'Ain Malaha, El-Vad, Nahal Ein Gev II, jama Hajonim, Nahal Oren, Salibija I,  Hilazon Tačtit, jama Rakefet, jama Kebara
- Zahodni breg: jama Šukba, Antični Jeriho
- Jordanija: Beidha, Irak ed-Dub
- Libanon: jama Džeita III, Bejrutski peski, Jabal es Saïdé, Amik